# Sodero

Sifón de soda.

Se denomina sodero o sifonero a la persona cuya ocupación consiste en vender y distribuir de forma periódica sifones retornables de soda casa por casa a sus clientes. Es una profesión común en la Argentina, donde compite con los supermercados que venden soda y agua con gas en botellas o sifones no retornables. Inspiró en el año 2001 una ficción televisiva costumbrista llamada El sodero de mi vida, protagonizada por Dady Brieva y Andrea del Boca.